# Nils Lago-Lengquist
Nils Lago-Lengquist, född 25 maj 1882 i Växjö, död 7 oktober 1935 i Stockholm, var en svensk journalist och författare. 

## Biografi

### Karriär
Nils Lago-Lengquist studerade vid Växjö allmänna högre läroverk 1891–1901 och skrev därefter in sig som student vid Uppsala universitet 1901. Han påbörjade sin journalistiska karriär som volontär vid Elfsborgs Läns Annonsblad 1903, blev redaktionssekreterare vid Örnsköldsviksposten 1904, Smålands Allehanda 1905 samt medarbetare mellan 1905 och 1913 vid tidningar som Köpings-Posten, Stockholms-Bladet, Nya Dagligt Allehanda, Stockholms Dagblad (1907–1913) och Dagen. År 1914 blev han andre redaktör på Dagen, men for redan 1915 utomlands som krigskorrespondent för Aftonbladet och Sydsvenska Dagbladet, för vilkas räkning han bevakade centralmakternas krigföring under första världskriget. Åren 1918–1923 var han bosatt på slottet Kalksburg utanför Wien, där han initierade flera projekt för att hjälpa nödlidande österrikare. När han återkom till Sverige var han 1927–1928 medarbetare på Stockholms Dagblad. Han publicerade även egna verk och översatte; vidare var han en flitig föredragshållare.
Lago-Lengquist dog 7 oktober 1935 och är begravd på Sandsborgskyrkogården. 

### Familj
Nils Lago-Lengquist var son till kyrkoherden August Lengquist och Betty Nordström. Han var gift första gången 1912–1920 med skådespelerskan Esther Cederfeldt, och tillsammans fick de sonen Dick Lago-Lengquist, major i svenska armén. Han var gift andra gången 1920–1930 med grevinnan Thorvi Posse, dotter till greve Knut Posse och friherrinnan Sigrid Leijonhufvud.